# Вузовские Сады
Ву́зовские Сады́ — остановочный пункт Екатеринбургского региона Свердловской железной дороги на межстанционном перегоне Сысерть — Мраморская железнодорой ветки Шарташ (Екатеринбург) — Верхний Уфалей — Челябинск. Остановочный пункт расположен на севере Полевского городского округа, на границе с муниципальным образованием «город Екатеринбург», и окружён лесами.

## История
Появлению остановочного пункта Вузовские Сады предшествовало заложение садоводческих товариществ на юге территории, подчинённой городской администрации Екатеринбурга. По рассказам местного садовода Сергея Соловьёва, земли под сады и огороды здесь начали отводить в начале 1990-х годов. Практически бесплатно эти земли получали сотрудники екатеринбургских вузов: Уральского политехнического института и Уральского государственного университета (в настоящее время объединены в Уральский федеральный университет), Уральского государственного университета путей сообщения, Уральского государственного лесотехнического университета и других — отсюда и пошло название остановочного пункта.
В 1998 году появился сам остановочный пункт Вузовские Сады. До этого садоводам и дачникам приходилось добираться до своих участков от соседнего остановочного пункта Приискового, расположенного почти в трёх километрах отсюда и приблизительно в пяти километрах от крупного садоводческого массива, состоящего из садоводческих товариществ «Берендей», «УПИ-5», «Университетский № 4», «Родники», «Рассвет», «Кристалл» и других. Путь вдоль прямой просеки ЛЭП от остановочного пункта Вузовские Сады к садам составил чуть больше двух километров.
В 2020 году садоводы пожаловались на вырубку леса и оставленные в том месте порубки, из-за чего грунтовая дорога от железной дороги до садов превратилась в сплошное месиво. Вместо привычных 30 минут ходьбы садоводам пришлось тратить час времени, чтобы обойти буреломы и добраться до садов. Биолог и местный садовод Светлана Михайлова отметила, что оставленные деревья могут помешать проезду пожарных машин. Вырубка леса в данной местности была начата в апреле 2020 года. К июню на дороге стали застревать машины, которые приходилось вытаскивать трактором. Осенью под надзором сотрудников Сысертского лесничества была проведена чистка грунтовки: лесозаготовители сожгли порубочные остатки и увезли древесину под ЛЭП в сторону села Курганова.

## Пригородные перевозки
По состоянию на 2020-е годы через остановочный пункт Вузовские Сады курсируют две пары пригородных поездов в день: Верхний Уфалей — Екатеринбург и Екатеринбург — Верхний Уфалей. Участок железной дороги, на котором расположен остановочный пункт, однопутный и неэлектрифицированный. Движение на нём осуществляется с помощью либо дизель-поезда, либо обычного поезда на тепловозной тяге. На остановочном пункте Вузовские Сады есть одна боковая пассажирская платформа с юго-восточной стороны, справа при движении в екатеринбургском направлении, слева — в уфалейском. Платформа прямая, её длина составляет 100 метров. Зала ожидания и билетной кассы здесь нет.

### Интернет-ресурсы
1. 1 2  Остановочный пункт Вузовские Сады. Фотолинии — Railwayz.info. Дата обращения: 23 октября 2022. Архивировано 23 октября 2022 года.
2. 1 2 3  Данные получены при помощи картографического сервиса Яндекс Карты.
3. 1 2 3  Станислав Мищенко. «Областная газета» помогла дачникам из Вузовских садов отстоять лесную грунтовку. www.oblgazeta.ru. Дата обращения: 23 октября 2022. Архивировано 23 октября 2022 года.
4. ↑  Вузовские Сады: расписание пригородных поездов — poezdato.net. Дата обращения: 23 октября 2022. Архивировано 23 октября 2022 года.